# Gemius
Gemius – międzynarodowa firma badawczo-technologiczna działająca na rynkach Europy, Afryki i Azji.
Firma oferuje badania dotyczące zachowania internautów na witrynach internetowych, profilu społeczno-demograficznego użytkowników sieci oraz skuteczności kampanii reklamowych prowadzonych w Internecie. Gemius jest prekursorem w dziedzinie badań Internetu i przez Internet w Europie. Oprócz własnych badań realizuje również badania na zlecenie klienta. W ofercie firmy znajduje się również badanie zachowań użytkowników odtwarzających materiały multimedialne w sieci, a także badanie umożliwiające błyskawiczny pomiar i prezentację wszystkich akcji dokonanych przez internautów na danej witrynie. Przetwarzając 3 petabity danych miesięcznie i analizując 450 tys. stron rocznie, Gemius wyznacza standard pomiaru oglądalności witryn i aplikacji internetowych w blisko połowie państw europejskich. Firma zajmuje się także dostarczaniem rozwiązań dla digital marketingu. W swojej ofercie ma rozwiązania pozwalające na emisję reklam oraz mierzenie ich efektywności w czasie rzeczywistym.
Ma również narzędzia pozwalające na monitorowanie konkurencji poprzez badania dostarczające informacji na temat wszystkich kampanii, które zostały wyemitowane w danym okresie.
Jest największym podmiotem badawczo-technologicznym zajmującym się Internetem w Europie.
W swojej codziennej pracy firma przestrzega wytycznych kodeksu Europejskiego Stowarzyszenia Badania Rynku i Opinii ESOMAR, który dyktuje sposób prowadzenia rynkowych przedsięwzięć badawczych oraz dba o ich jakość i rzetelność. Uzyskała certyfikat jakości ISO 27001:2013 oraz jest członkiem IAB Europe.

## Historia

### Rozwój firmy
Gemius powstał w 1999 r. w Warszawie. Obecnym CEO firmy jest Marcin Pery. Początkowo agencja nosiła nazwę Global eMarketing, a jej pierwszym projektem był GeMius, system do mierzenia różnych wskaźników na stronach internetowych, który funkcjonował pod tą nazwą w latach 1999–2001.
W 2000 roku została stworzona strona Ranking.pl, na której zobaczyć można techniczne statystyki Internetu, w roku 2002 nazwa firmy została zmieniona na Gemius i funkcjonuje do dziś. W tym samym roku projekt GeMius zmienił swoją nazwę na gemiusTraffic, firma rozpoczęła rozbudowywanie oferty badawczej, dodając do niej nowe narzędzia takie jak gemiusDirectEffect, które służy do monitorowania kampanii reklamowych, zarządzania nimi i wprowadzania zmian w czasie rzeczywistym oraz gemiusAdHoc, które dostarcza wiedzę o zachowaniach konsumentów w sieci i ich społeczno-demograficznych profilach.
W roku 2003 firma dokonała przełomu na rynku badań internetowych, tworząc metodę badawczą pozwalającą oszacować rzeczywistą liczbę unikalnych użytkowników odwiedzających daną stronę www (ang. real users). Wykorzystywany przez nią algorytm pozwala wziąć pod uwagę wszystkie czynniki, mogące zaburzyć wynik, między innymi kasowanie przez internautę tzw. ciasteczek (cookies), zmianę przeglądarki czy korzystanie z jednego komputera przez wielu użytkowników. Ten pierwszy na świecie pomiar cech społeczno-demograficznych internautów został przedstawiony na konferencji ESOMAR w Los Angeles w 2003 roku.
W 2004 r. Gemius połączył się z firmą Polskie Badanie Internetu (PBI). Dzięki tej współpracy, badanie „Prawdziwy Profil” zostało przekształcone w badanie „Megapanel PBI/Gemius” – jego zadanie spełnia dziś narzędzie gemiusAudience – i w 2005 roku zaprezentowano wyniki badań zachowania i preferencje polskich internautów w sieci.
Od 2005 roku Gemius rozpoczął ekspansję na zagraniczne rynki, otwierając oddziały w Estonii, na Litwie i na Ukrainie. Od 2006 roku firma działa na Węgrzech i na Łotwie. W tym roku zostało także stworzone narzędzie gemiusHeatMap, które dzięki zastosowaniu mapy cieplnej bada ruch w konkretnych miejscach na stronie. Od 2008 r. Gemius uruchomił oddziały w Chorwacji, Słowenii, Rosji, Bułgarii, Czechach, na Słowacji i na Białorusi. W roku 2009 powstaje gemiusStream, który bada sposób i częstotliwość odtworzeń plików audio. W ostatnich latach firma rozszerzyła swoją działalność o usługi consultingowe i e-commerce.
Firma kontynuowała również swoją ekspansję na kolejne rynki – do 2012 roku Gemius otworzył kolejne siedziby w Bośni i Hercegowinie, Izraelu i Turcji. W 2012 roku, wydane zostało narzędzie gemiusPrism, które bada szerokie spektrum zachowań użytkowników wobec samej treści, jak i plików audiowizualnych. W roku 2013 Gemius rozpoczął swoją działalność na rynkach Bliskiego Wschodu i Afryki Północnej, powstały także takie narzędzia jak gemiusShopMonitor służący do porównania stron i danych na temat różnych branż, poziomu sprzedaży oraz ich analizy. Od 2017 roku funkcjonuje i rozwija się w Azji.

## Metodologia
Gemius realizuje swoje działania na ściśle określonych płaszczyznach badań i monitorowania Internetu. Jedną z nich jest analiza sieci internetowej, dzięki której firma może podnieść efektywność działań on-line i przyspieszyć sprzedaż. Analizie poddawana jest treść i pliki audiowizualne oraz szerokie spektrum danych na temat zachowań użytkowników. Firma zajmuje się także zarządzaniem kampaniami on-line. Gemius chce ulepszyć w ten sposób efektywność komunikacji i pracy w sieci. Polega to na planowaniu, zarządzaniu, monitorowaniu i optymalizowaniu kampanii prowadzonych on-line.

## Produkty Gemiusa
- gemiusAdReal to niezależne badanie rynku reklamy internetowej, które umożliwia analizę kampanii wszystkich aktywnych reklamodawców emitowanych w mediach tradycyjnych i cyfrowych.

Badanie uwzględnia dane o reklamach display, tekstowych i wideo, wyświetlanych na różnych kanałach mediowych (tj. portalach horyzontalnych, serwisach społecznościowych, wyszukiwarkach,
playerach wideo, wybranych aplikacjach mobilnych i stacjach telewizyjnych). Badanie pokazuje reklamy wyświetlone na komputerach PC, aplikacjach na urządzaniach mobilnych i kanałach telewizyjnych w wieku 7-75.
W interfejsie dostępne są następujące rodzaje reklam: wideo (reklamy online, reklamy TV), reklamy online (display i tekstowe).
- gemiusAudience to badanie, które dostarcza szczegółowych danych na temat sposobu konsumpcji mediów online. Pozwala także stworzyć profile społeczno-demograficzne użytkowników sieci,

które służą następnie wydawcom, inwestorom, domom mediowym oraz reklamodawcom jako cenne źródło informacji oraz kluczowy czynnik w procesach decyzyjnych.
- gemiusAdocean to zaawansowane i jednocześnie bardzo proste w obsłudze narzędzie, które dzięki swoim funkcjonalnościom pozwala na zwiększenie przychodów ze sprzedaży powierzchni reklamowej w Internecie.

Rozbudowane możliwości systemu pozwalają na wykorzystanie różnych modeli sprzedaż oraz dowolnej liczby miejsc reklamowych na stronie.
- gemiusDirectEffect
- Prism
- PostBuy

## Nagrody
Od 2015 r. Gemius wygrywał konkurs organizowany przez IAB Europe w kategorii Badanie Internetu:
- IAB Europe Research Award 2017

„gemiusAdReal™ Research – Breakthrough Transparency in the Online Advertising Industry (inc. video, display, programmatic, search, social & viewability)
- IAB Europe Research Award 2016

“Overnight™ – Revolution in Delivering Final and Complete Internet Audience Results”
- IAB Europe Research Award 2015

“Behavioural Panel Synthesis™ – A New Horizon to Cross-Platform Measurement”